# Dějiny Svatého Tomáše a Princova ostrova

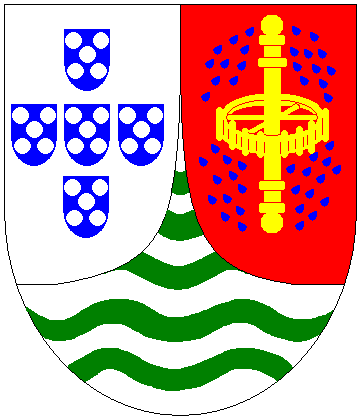
Znak koloniálního Svatého Tomáše a Princova ostrova

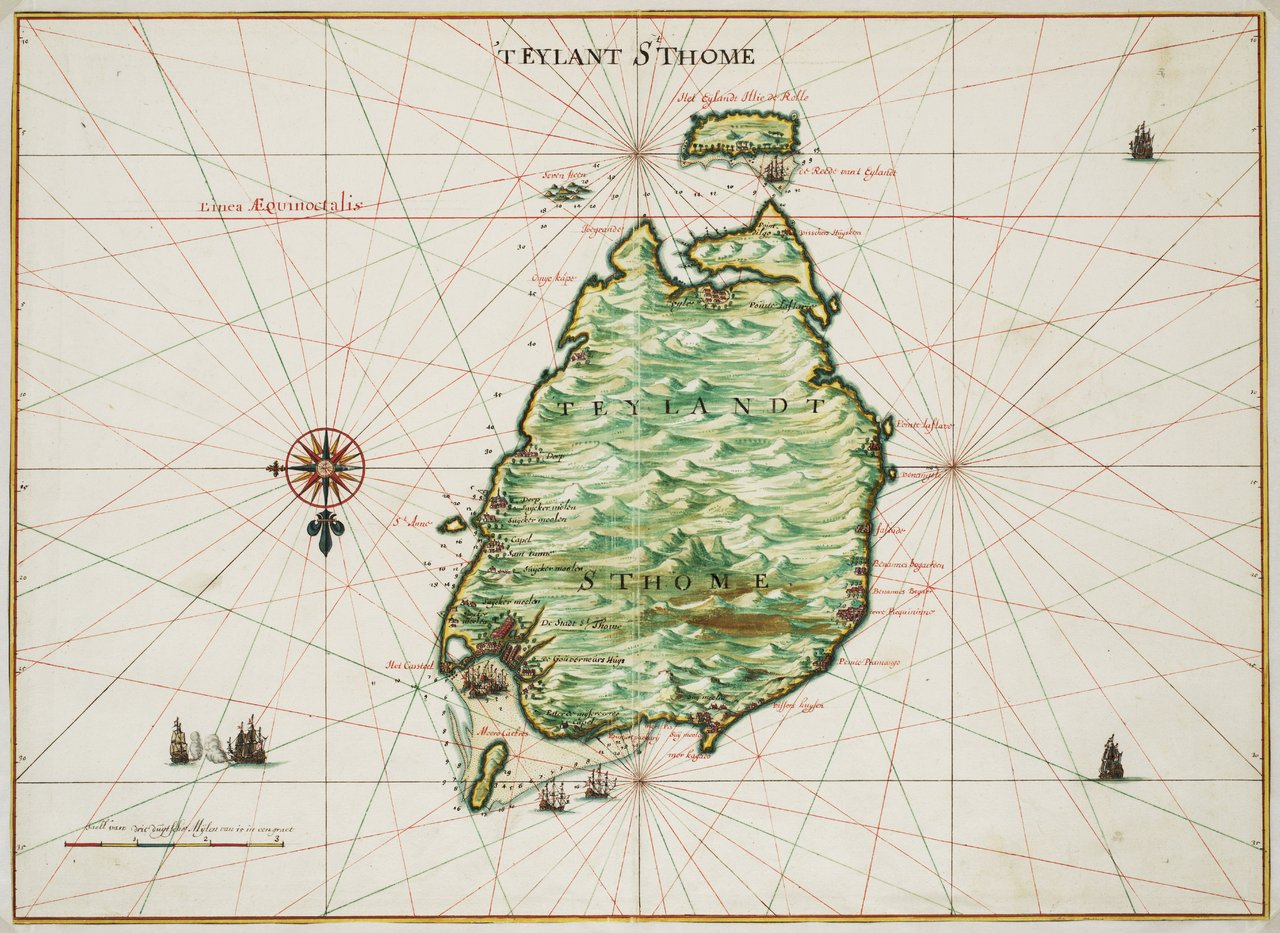
Historická mapa Svatého Tomáše z roku 1655

Ostrov Svatý Tomáš byl objeven pravděpodobně 21. prosince 1471 kapitány João de Santarém a Pêro Escobarem během jejich objevitelské expedice v Guinejském zálivu. Ostrov nazvali podle apoštola Svatého Tomáše. Prvního ledna 1472 objevili ostrov Anno Bon (Nový rok, dnes Annobón) a 17. ledna Princův ostrov, který pojmenovali Ostrov svatého Antonína. Souostroví bylo liduprázdné. Pro stavbu faktorie byly shledány jako nezajímavé.
V roce 1482 objevili Portugalci černošský stát Kongo, který mohl svou silou ohrožovat jejich koloniální zájmy. Proto vznikla potřeba vybudování bezpečné základny v jeho blízkosti. Také plachetnice potřebovaly nějaký přístav, kde by během dlouhé cesty do Indie mohly doplnit vodu, proviant a strávit čas během bezvětří.

## Raná kolonizace
Portugalský drobný šlechtic Joao de Paiva dostal ostrovy do svého vlastnictví, ale do kolonizace se neměl. Král Jan II. Portugalský jeho motivaci zvýšil, když ostrovy připsal do Paiova dědičného majetku. Ta Paiva přimělo, aby na ostrov Svatého Tomáše poslal první osadníky. Ti se vylodili u Fíkového mysu, byli zdecimováni malárií a jen zlomek původních osadníků se zbaven iluzí vrátil zpět do Portugalska.
Ostrovy byly Paiovi odebrány a připsány šlechtici Álvoro de Caminha Soto Maior. Jan II. Portugalský přísun osadníků zajistil výnosem, že na ostrovy budou odsunuti pokřtění mladí (2–10 let) chlapci odebraní židovským rodinám a vyhnanci. Ti v roce 1493 založili osadu v místě dnešního hlavního města São Tomé. Byla jim dána možnost obchodu s pobřežím okolo delty Nigeru. Začátky byly velmi krušné, středomořské plodiny se na ostrovech neuchytily, bělochy kosila malárie. Naproti tomu dovezená cukrová třtina z Madeiry poskytovala třikrát větší výnosy než na Madeiře samotné. Na práci na plantážích bylo z kontinentální Afriky dovezeno přes 3000 otroků.
V roce 1499 osídlili Ostrov svatého Antonína augustiáni . Ten poskytoval podobně skvělé výnosy cukrové třtiny jako Svatý Tomáš. Jan II. Portugalský proto nařídil, že výnosy z pěstování třtiny na Ostrově Svatého Antonína budou zdrojem důchodu jeho následníka, tedy prince. Ostrovu se z tohoto důvodu začalo říkat Principé (Princ), v českém úzu Princův ostrov. V roce 1510 získal Svatý Tomáš monopol na obchod s otroky, který později ztratil, ale i tak zůstal až do konce 19. století významných otrokářským uzlem.
Ostrovy byly pro bílé kolonizátory neoblíbené, jak z důvodu malárie, tak z důvodu jejich izolovanosti. Na ostrovy proto přicházeli Portugalci ve své domovině odsouzení za těžké zločiny, kteří plodili své potomky s černošskými otrokyněmi. Vznikla tak vrstva mulatů, která byla proti malárii odolnější a přirozeně zaujali důležité posty ve správě ostrovů. Portugalští úředníci se snažili mulatům zachovat jejich otrocký status, to se ale setkávalo s odporem jejich bílých otců, kteří příležitostně posílali králi protestní petice. Svobodu mulatů se podařilo zachovat. Tato svoboda nebyla automatická, rodič ji svému potomkovi musel darovat.
V roce 1528 se podařil prosadit institut svobodných černochů, kteří měli podobná práva a povinnosti jako ostatní osadníci. Mohli volně obchodovat a vést plantáže, místa v koloniální správě jim ale byla nadále zapovězena. Chronický nedostatek pracovních sil pro práci na cukrových plantážích se řešil dovozem dalších otroků z afrického kontinentu. Protože jejich páni jim nebyli schopni zajistit obživu, otroci během pracovních dnů dělali na plantážích a o víkendech obdělávali vlastní pole, kde si pěstovali potraviny pro okamžitou spotřebu. V roce 1530 proběhla vzpoura otroků, která byla potlačena. Vzpoury otroků se pak periodicky opakovaly téměř každou dekádu až do faktického vymýcení otroctví v roce 1901. Až na výjimky, tato povstání byla neúspěšná.

## Svatý Tomáš a Princův ostrov v éře kolonizování Ameriky
Zájem Portugalska o ostrovy začal upadat s objevem Brazílie. Dle výnosu z roku 1535 se zločinci přestali deportovat na Svatého Tomáše a Princův ostrov a jejich odsun byl změněn právě na Brazílii. Přísun bílé krve na ostrovy ustal, mulati začali ve správě ostrovů převažovat. Královský výnos z roku 1547 je konečně a definitivně s bělochy zrovnoprávnil.
V druhé polovině 16. století čekal ostrovy hospodářský rozmach, jelikož cukrovarnictví na Madeiře upadávalo a v Brazílii se ještě nestačilo rozvinout. Dalším významným zdrojem příjmů byl obchod s otroky a služby pro evropské obchodníky.
Konec 16. století a 17. století byl naopak obdobím silného úpadku. Vše začalo spory mezi místní církví a státní správou v roce 1594, kdy biskup Francisco de Villa Nova vyobcoval guvernéra Fernandese Mensese. Spory mezi bělochy využili černí otroci, kdy vůdce Amador soustředil na jedno místo přes 5000 černochů i nerovnoprávných mulatů (nerovnoprávní mulati byli ti, k jejichž otcovství se odmítli běloši přiznat) a vyčlenil z nich armádu o 800 mužích. Bez potíží dobyl hlavní město, ovládl dvě třetiny ostrova, zničil polovinu cukrovarů a následně se prohlásil králem. Běloši začali prchat do bezpečnější Brazílie. Trvalo přes rok, než nově vytvořené bělošské ozbrojené síly dokázaly povstání potlačit. Samozvaný král Amador byl zajat dne 4. ledna 1596, pověšen a následně rozčtvrcen. Amadorovo povstání pak bylo zdrojem inspirace pro osvobozenecký boj v druhé polovině 20. století.
Roku 1598 se u břehů objevili Nizozemci, kteří na ostrov Svatého Tomáše zaútočili a začali jej okupovat. Během pár týdnů byly jejich počty natolik rozvráceny tropickými nemocemi, že se dali na ústup, při němž zničili mnoho cenného vybavení. Po této zkušenosti se další velká část bělochů evakuovala do Brazílie a vzala si sebou mnoho ze zbylého vybavení cukrovarů a plantáží. Ze 72 plantáží jich bylo 59 opuštěných.
Otroci zbavení pánů utíkali do vnitrozemí a zakládali tam svébytné komunity tzv. angolares. Jejich pravidelné nájezdy ničily městská sídla a plantáže. Někteří angolares se v průběhu dějin dokázali přizpůsobit a městským sídlům a osadám dodávali dřevo, jídlo, ryby a drobné řemeslné předměty, nicméně jejich útoky zůstaly problémem až do 19. století.
V roce 1625 nizozemské nájezdy zcela rozvrátily portugalský obchod v Guinejském zálivu a ostrovy se ocitly v izolaci, v roce 1626 bylo hlavní město Nizozemci vyrabováno. V roce 1637 obsadili Nizozemci důležité portugalské základny v kontinentální Africe a jejich pozornost se znovu upnula na Svatého Tomáše. V roce 1641 se na ostrově Nizozemci vylodili a obsadili ho. Nizozemská přítomnost přinesla určitou hospodářskou konsolidaci, protože ostrované získali prostřednictvím nizozemské Západoindické společnosti přístup na světové trhy s cukrem a otroky. V roce 1564 byl Svatý Tomáš zaskočen nájezdem francouzských pirátů. Jako reakce byla postavena pevnost Sao Jerónimo.
Roku 1648 z Brazílie vyrazilo silné portugalské loďstvo s cílem obnovit vliv Portugalců v oblasti Guinejského zálivu. Tento záměr se podařil, Nizozemci byli vytlačeni a Svatý Tomáš a Princův ostrov se znovu ocitli pod portugalskou správou. To přineslo další hospodářský úpadek, jelikož portugalské impérium bylo oslabeno vnitřními spory. Králem jmenovaní guvernéři se na ostrovech nevyskytovali, vládli v zastoupení. Svatý Tomáš byl i nadále pustošen pravidelnými nájezdy pirátů, otrockými vzpourami a útoky angolares. Správa souostroví se proto přesunula na menší a klidnější Princův ostrov, který začal sloužit jako překladiště otroků a celnice.

## 18., 19. a začátek 20. století
V 18. století úpadek pokračoval. Portugalci téměř rezignovali na správu Svatého Tomáše a jejich vláda končila za hranicemi hlavního města São Tomé, zbytek byl de facto v rukách spontánně vytvořených samosprávných komunit složených z uprchlých otroků a plantážnických rodů. Princův ostrov nadále sloužil jako překladiště a celnice. Roku 1706 na Principé zaútočili Francouzi, obsadili jej a do roku 1709 okupovali. Poté obsadili i Svatého Tomáše, instalovali na něj vlastní vládu, která se udržela až do roku 1715. Od tohoto roku Svatému Tomáši vládly místní „sousedské výbory“. Pokusy Portugalskem dosazených guvernérů obnovit koloniální autoritu skončily neúspěchem a omezily se jen na formální dozor a správu hlavního města.
Roku 1735 byla na Svatý Tomáš alokována portugalská vojska s cílem obnovit pořádek, ta se ale vzbouřila a až do roku 1739 byla mimo kontrolu.
Portugalská správa tak během 18. století měla ve svých rukou jen Princův ostrov. Sousedské výbory na Svatém Tomáši, později nazývané „senátní komora“ sice portugalskou správu de iure uznávaly, ale de facto ignorovaly a to včetně celních, monopolních a daňových opatření. Tato ignorace umožnila drobný obchod s projíždějícími loděmi a pobřežím Afriky. Pravidelné nájezdy francouzských, anglických a nizozemských pirátů nedovolily větší rozvoj cukrovarnického průmyslu, takže tento drobný obchod se stal středobodem ekonomické činnosti.
Během napoleonských válek byly ostrovy roku 1799 obsazeny francouzským kapitánem Landoplhem, který odplul až za úplatek osmi set uncí zlata.
V roce 1808 zakázalo portugalské impérium obchod s otroky, na Princově ostrově se ale s tichým souhlasem místních úřadů obchodovalo s lidmi až do konce 19. století.
Hospodářská a společenská stagnace ostrovů pokračovala až do poloviny 19. století, pak následoval rozvoj díky pěstování kávy a kakaa. Otroctví bylo pomalu nahrazováno prací za mzdu; kontrakty byly ale natolik nevýhodné, že se de facto pro pracovníky moc nezměnilo.
Periodické epidemie neštovic a malárie způsobovaly na plantážích vysokou úmrtnost, která se v nejhorších letech blížila 7,1 %. Kojenecká úmrtnost dosahovala hrozivých 48 %. Svatý Tomáš a Princův ostrov tak získávaly špatnou pověst „zeleného pekla“, což přinášelo chronické problémy s nedostatkem pracovní síly. Dělníci tak museli být k podepisování pracovních kontraktů donucováni a často byli z afrického kontinentu doslova odvlečeni. Kvůli pracím na plantážích byl v roce 1897 vytvořen „zákon proti tuláctví“, přičemž tuláci byli odsuzováni k nuceným pracím.
Produkce káva a kakaa se nadále rychle zvětšovala. Mezi léty 1893–1900 pocházelo 10 % kakaa na světových trzích právě ze Svatého Tomáše a Princova ostrova.
V roce 1907 Britské impérium vyhlásilo bojkot portugalské kávy a kakaa kvůli špatným pracovním podmínkám na plantážích. To Portugalce donutilo podmínky zlepšit. Když v roce 1909 začala stovka Mosambičanů stávkovat a žádala transport zpět do vlasti, jejich přání jim bylo vyplněno, což byl do té doby bezprecedentní krok.

## První portugalská republika
Svržení monarchie v Portugalsku a její nahrazení republikou přineslo svobodu slova. Evropská veřejnost se tak začala dozvídat detaily práce na plantážích, což způsobilo její pobouření. Pracovní kontrakty byly proto na ostrovech zkráceny na tři roky a bylo znemožněno jejich prodlužování prakticky do nekonečna. Na ostrově se objevila nová společenská vrstva bezprizorných nezaměstnaných, tzv. forros, kteří odmítali pracovat.
V roce 1911 byla na ostrovy zavlečená ze Senegalu spavá nemoc.
Demokratizace Portugalska probudila sebevědomí černochů v koloniích, kteří se začali spolčovat, zakládali obdoby pracovních odborů a vydávali vlastní noviny. Toto „africké probuzení“ se dostalo i na Svatý Tomáš a Princův ostrov, k nelibosti vlastníků plantáží. V roce 1926 se konaly volby do Nejvyšší rady kolonií. Druhý nejvyšší počet hlasů získal černošský svatotomášský rodák Ayres de Sacramento Menses, lékař, přispěvatel do listů Černoch, Hlas Afriky a Africké pošty. Svatotomášstí běloši vnikli do jeho ordinace jakožto i kanceláře Ligy pro ochranu černochů, rozbili vybavení a trosky zapálili.
Portugalská republika se začala propadat do silných společenských a hospodářských problémů, z části zaviněných velkou hospodářskou krizí. To snížilo odbyt kakaa a kávy, což se na ostrovech silně projevilo.

## Salazarův režim
V roce 1928 se vlády ujal diktátor António Salazar. Nový autoritativní kurz vyústil na Svatém Tomáši k povstání, kdy dvě stě mužů obsadilo guvernérský palác a guvernéra internovalo. Následně byl do Portugalska odeslán vzkaz, že to není vzpoura proti portugalské nadvládě, ale proti osobnosti guvernéra. Guvernér byl odvolán, povstalci to považovali za své vítězství a rozešli se domů; toto vítězství bylo následně zkaleno represemi, neboť Salazar si přál vůdce povstání potrestat.
Čtvrtého února 1953 proběhl masakr v Batepá, který měl rozdrtit domnělé povstání a zasel nedůvěru obyvatel k portugalské nadvládě.

## Samostatný Svatý Tomáš a Princův ostrov
Roku ostrovy 1975 získaly mírovou cestou nezávislost. Výsadek partyzánských skupin cvičených na Kubě nebyl nakonec nutný.
Bezprostředně po získání nezávislosti byla uzákoněna vláda jedné strany, nacionalisticko-socialistické MLSTP (Movimento de Libertação de São Tomé e Príncipe, Hnutí pro osvobození Svatého Tomáše a Princova ostrova). Centrální plánování zavedené roku 1979 přivedlo stát ke krachu a nedostatek peněz na import léků způsobil epidemii malárie. Tyto skutečnosti přiměly vládnoucí stranu k revizi své politiky a v roce 1991 byly umožněny demokratické svobodné volby, které vyhrála strana PCD-GR. Volby v roce 1994 vyhrála znovu MLSTP, která v roce 1995 musela čelit armádnímu puči, který byl ale neúspěšný. V roce 2003 Parlament omezil pravomoci prezidenta Bandeira de Menezese, který jako reakci parlament rozpustil. Zemi hrozil puč, nicméně byl zažehnán, když Menezes přistoupil na kompromis, že omezení pravomocí prezidentského úřadu proběhne až po vypršení jeho mandátu. Během nultých let 21. století byla na kontinentálním šelfu blízko Svatého Tomáše a Princova ostrova nalezena ložiska ropy. Netransparentní jednání s Nigérií ohledně územního rozdělení šelfu vyvolalo demonstraci v hlavním městě, která byla násilně rozehnána a stala se roznětkou větších nepokojů. 16. července 2003 armáda využila návštěvy prezidenta Menzese v Nigérii a provedla ozbrojený převrat, kdy obsadila všechny strategická místa v zemi. Nový režim byl ale odsouzen mezinárodním společenstvím a dostal se do takové izolace, že vůdce povstání Fernando "Cobo" Pereira se po týdnu vedení státu zřekl a umožnil návrat prezidenta do země, jakožto i obnovení staronové vlády. Nigérie se následně dohodla se Svatým Tomáše a Princovým ostrovem, že příjmy z ropných nalezišť se budou dělit v poměru 3:2. V roce 2014 začínající těžba ropy stále nepřinášela očekávané příjmy.